# Les Barker
Pour les articles homonymes, voir Barker.
Les Barker (né Leo Bachle à Toronto le 23 novembre 1923 et mort à Toronto le 8 mai 2003,) est un auteur de bande dessinée et comédien canadien.

## Biographie
Étudiant de 18 ans au Danforth Collegiate and Technical Institute (en), Bachle propose à la maison d'édition Bell Features (en) une série de bande dessinée autour de Johnny Canuck (en), personnage de trappeur intrépide utilisé pour incarner le Canada dans la presse depuis les années 1860. Bell accepte de publier l'histoire à la fin de l'année dans son nouveau comic book Dime Comics (daté en couverture de février 1942). Canuck, qui incarne le Canada combattif (et victorieux) face à l'Allemagne nazie, connaît un certain succès durant la Seconde Guerre mondiale[réf. souhaitée]. Bachle collabore également à d'autres séries de Dell dans des styles très variés, comme Wild Bill, The Invisible Commando, Chip Pipher, Southpaw, Super Sub ou The Brain.
Après la guerre, Bachle s'installe à New York. Il abandonne alors très rapidement la bande dessinée, change son nom en Les Barker et se consacre au stand-up dans les nightclubs de la ville avec son spectacle Quick on the Draw qui alterne humour et dessin projetés sur un écran. Il passe le reste à animer dans toute l'Amérique du Nord et d'autres pays des soirées, des croisières, des événements, tout en apparaissant sporadiquement à la télévision et aux cinémas. Au long de sa vie, il aurait eu au moins douze enfants de douze femmes différentes.

## Récompenses et distinctions
- 1995 : La Poste canadienne utilise Johnny Canuck sur un de ses timbres
- 2005 (posthume) : Temple de la renommée de la bande dessinée canadienne